# Jerzy Stanisław Janicki
Jerzy Stanisław Janicki (ur. 4 maja 1956 w Pile - Wielkopolska) – doktor nauk fizycznych, pracownik naukowo-dydaktyczny Instytutu Fizyki Uniwersytetu im. Adama Mickiewicza w Poznaniu (1980 - 1993).

## Wykształcenie i działalność naukowa
Ukończył Liceum Ogólnokształcące w Rzepinie (1975) oraz studia na Wydziale Matematyki i Fizyki Uniwersytetu im. Adama Mickiewicza w Poznaniu (1980) ze specjalizacją – fizyka doświadczalna. W 1994 roku obronił doktorat z fizyki jądrowej.
Od roku 1991 jest dyrektorem oraz profesorem Instytutu Badań Fizykomedycznych, który działa w ramach Przedsiębiorstwa Innowacyjno Wdrożeniowego Primax Medic Sp. z o.o. Celem działalności Instytutu jest rozwój i wdrażanie nowych technologii w medycynie.
Jest autorem wielu publikacji z zakresu fizyki jądrowej, spektroskopii oraz magnetycznych własności ciał stałych, cytowanych w naukowym piśmiennictwie międzynarodowym. Wyniki swoich badań prezentował również na wielu konferencjach naukowych w kraju i za granicą. 
Jest twórcą modelu single fibre based heart activity model (SFHAM) opisującego aktywność elektryczną pracy mięśnia sercowego zastosowanego w metodzie SATRO-EKG (chronionej prawem patentowym P-372687) umożliwiającej nieinwazyjną diagnostykę kardiologiczną, w tym wczesne wykrywanie choroby niedokrwiennej serca. Opracował także system do magnetostymulacji oparty na unikalnym rozkładzie stałego niejednorodnego pola magnetycznego. Jest to podstawowy element wyrobów wykorzystujących technologię MagneticUnit System.

### Wybrane publikacje autorskie
- Janicki J. Physical Basis of Satro – A New Method For Analysis of The Cardiac Muscle Depolarisation. Los Alamos National Laboratory, s. 1-43, 2006, arXiv:physics/0602162v2 [physics.med-ph][7]
- Janicki J. Fizyczne podstawy metody SATRO w badaniu pracy serca. PIW Primax Medic, s. 1-71, 2006, LCCN 2006356428; ISBN 83-60007-00-4[10]
- Janicki J. Physical foundations of the SATRO method. PIW Primax Medic,  s. 1-71, 2006,  LCCN 2006356427;  ISBN 83-60007-10-1[8]
- Janicki J. Wpływ gradientowego pola magnetycznego na organizm człowieka. Acta Bio-Optica et Informatica Medica 4/2008, vol. 14, s. 300-301[11]
- Janicki JS. Podstawy zastosowania gradientowego pola magnetycznego w rehabilitacji. Rehabilitacja w praktyce, 1/2009, s. 15[12]
- Janicki JS. Gradientowe pole magnetyczne w medycynie. Acta Bio-Optica et Informatica Medica 2/2009, vol. 15, s. 127-128[13]
- Janicki JS. Zastosowanie stałego pola magnetycznego w terapii. PIW Primax Medic, Poznań 2009, s. 1-102, ISBN 978-83-60007-30-3[14]

## Działalność biznesowa i społeczna
W 1991 roku utworzył spółkę Przedsiębiorstwo Innowacyjno - Wdrożeniowe Primax Medic, której jest prezesem, aktualnie Primax Medica Sp. z o.o.. Spółka zajmuje się wdrażaniem do komercyjnego użytku rozwiązań opracowanych w Instytucie Badań Fizykomedycznych, który stanowi jej dział Research & Development. Pod jego kierownictwem Primax Medica osiągnęło liczne sukcesy, m.in.:
- Krajowy Lider Innowacji 2009[15]
- Innowacja 2009 dla autorskiego systemu SATRO[6][16]
- Przyjęcie do Polskiej Izby Gospodarczej Zaawansowanych Technologii[17]
- Udział w konferencji World's Best Technologies Showcase w 2008 roku[18]
- Udział w projekcie „Innowacja dla Zdrowia Publicznego” zgłoszony do Organizacji Narodów Zjednoczonych pod nazwą „Program powszechnej profilaktyki i terapii choroby niedokrwiennej serca”

Prowadząc przedsiębiorstwo realizuje politykę społecznej odpowiedzialności biznesu, a także bierze udział w inicjatywie Sekretarza Generalnego ONZ pod nazwą  United Nations Global Compact. W swoich działaniach wspiera wydarzenia naukowe i kulturalne, m.in.: olimpiadę fizyczną organizowana przez Polskie Towarzystwo Fizyczne, festiwal filmowy „Integracja Ty i Ja” w Koszalinie, festiwal Pierwszy Festiwal Chopinowski w Małej Filharmonii w Puszczykowie.

## Wyróżnienia i nagrody
W roku 2004 otrzymał tytuł doktora honoris causa na Wydziale Nauk Medycznych Międzynarodowego Uniwersytetu w Colombo, realizującego cele Światowej Organizacji Zdrowia (WHO) w ramach programu Health For All.
Dwukrotnie został zgłoszony do Kavli Prize w dziedzinie neuronauka na rok 2010 (numer referencyjny: 9444828) oraz 2011 (numer referencyjny: 9528198).